# Station Trawniki
Station Trawniki is een spoorwegstation in de Poolse plaats Trawniki.